# Martens Peak
Der Martens Peak ist ein felsiger Berggipfel im westantarktischen Marie-Byrd-Land. In den Horlick Mountains ragt er im nordöstlichen Teil der Ford-Nunatakker in der Wisconsin Range auf. 
Der United States Geological Survey kartierte ihn anhand eigener Vermessungen und Luftaufnahmen der United States Navy aus den Jahren von 1960 bis 1964.
Das Advisory Committee on Antarctic Names benannte ihn 1967 nach Edward A. Martens, Funker der Überwinterungsmannschaften auf der Byrd-Station im Jahr 1960 und auf der McMurdo-Station im Jahr 1965.